# Brruti
Brruti (serb. Брут, Brut) – wieś w Kosowie, w regionie Prizren, w gminie Dragaš. W 2011 roku liczyła 1164 mieszkańców. 